# Франсен
Франсен (фр. Francin) насеље је и општина у источној Француској у региону Рона-Алпи, у департману Савоја која припада префектури Шамбери.
По подацима из 2011. године у општини је живело 887 становника, а густина насељености је износила 127,99 становника/km². Општина се простире на површини од 6,93 km². Налази се на средњој надморској висини од 290 метара (максималној 1.130 m, а минималној 248 m).

## Демографија
| 1962. | 1968. | 1975. | 1982. | 1990. | 1999. | 2011. |
| ----- | ----- | ----- | ----- | ----- | ----- | ----- |
| 426   | 446   | 413   | 567   | 566   | 686   | 887   |

График промене броја становника у току последњих година